# 2.º Regimiento de Artillería de la Luftwaffe
El 2º Regimiento de Artillería de la Luftwaffe (2. Luftwaffen-Artillerie-Regiment) fue una unidad de la Luftwaffe durante la Segunda Guerra Mundial. 

## Historia
Fue formado en 1943 con 5 batallones:
- I Batallón/Nuevo
- II Batallón/Nuevo
- III Batallón desde la 2º División de Campo del Departamento de Artillería de la Fuerza Aérea
- IV Batallón desde la 2º División de Campo del Departamento Antiaéreo de la Fuerza Aérea
- V Batallón desde la 2º División de Campo del Departamento Antitanque de la Fuerza Aérea

El V Batallón existió solamente en un corto tiempo, para luego convertirse en la 2º División de Campo del Departamento Antitanque de la Fuerza Aérea.
El 1 de noviembre de 1943 pasó bajo el control total del Ejército, y renombrado como el 2º Regimiento de Artillería (L), excepto del IV Batallón que se convierte en el I Batallón/50º Regimiento Antiaéreo.

## Comandantes
- Teniente coronel Kurt Zausch - (febrero de 1943 - 1 de noviembre de 1943)

## Orden de Batalla
Organización:
- I Batallón 1-4
- II Batallón 5-8
- III Batallón 9-11
- IV Batallón 12-15
- V Batallón 16-19; 1.-4 Columna Ligera de Transporte

pero más tarde
- I Batallón 1-3
- II Batallón 4-6
- III Batallón 7-8
- IV Batallón 9-12
- V Batallón 13-15; 1.-4 Columna Ligera de Transporte

## Servicios
Bajo la 2º División de la Fuerza Aérea de Campo.